# Joncreuil
Joncreuil é uma comuna francesa na região administrativa de Grande Leste, no departamento de Aube. Estende-se por uma área de 10,55 km². Em 2010 a comuna tinha 98 habitantes (densidade: 9,3 hab./km²).